# Gabriel Omar Batistuta
Gabriel Omar Batistuta, conegut com a Batigol (nascut a Reconquista, Argentina l'1 de febrer del 1969) és un exfutbolista argentí, màxim golejador històric de la selecció de futbol de l'Argentina.